# Челси Мари
Челси Мари (англ. Chelsea Marie, род. 16 мая 1991 года, Уэст-Палм-Бич, Флорида, США) — американская транссексуальная порноактриса.

## Биография
Родилась в Уэст-Палм-Бич (штат Флорида) 16 мая 1991 года. Дебютировала в порноиндустрии в 2012 году, в возрасте 21 года.
В 2017 году получила признание в профессиональных кругах отрасли и была номинирована на AVN Awards и XBIZ Awards в категории «транссексуальный исполнитель года».
Снялась более чем в 90 фильмах. Имеет множество татуировок и пирсинг в пупке.

## Награды и номинации
| Год  | Церемония                  | Результат | Номинация                                                      | Работа               |
| ---- | -------------------------- | --------- | -------------------------------------------------------------- | -------------------- |
| 2013 | Tranny Awards              | Номинация | Лучший хардкор-исполнитель                                     | н/д                  |
| 2013 | Tranny Awards              | Победа    | Лучшая альтернативная модель                                   | н/д                  |
| 2015 | Transgender Erotica Awards | Номинация | Лучший сольный исполнитель                                     | н/д                  |
| 2015 | Transgender Erotica Awards | Победа    | Мисс Уникальность                                              | н/д                  |
| 2016 | AVN Awards                 | Номинация | Приз зрительских симпатий: любимая транссексуальная актриса    | н/д                  |
| 2017 | AVN Awards                 | Номинация | Транссексуальный исполнитель года                              | н/д                  |
| 2017 | Transgender Erotica Awards | Номинация | Лучшее хардкор-исполнение                                      | н/д                  |
| 2017 | XBIZ Award                 | Номинация | Транссексуальный исполнитель года                              | н/д                  |
| 2018 | AVN Awards                 | Номинация | Приз зрительских симпатий: лучший транссексуальный исполнитель | н/д                  |
| 2018 | Transgender Erotica Awards | Номинация | Лучшая хардкор-модель                                          | н/д                  |
| 2018 | Transgender Erotica Awards | Номинация | Лучшая сцена                                                   | Real Fucking Girls 2 |

## Избранная фильмография
Некоторые фильмы:
- All T-Girls,[4]
- Rogue Adventures 44,[5]
- She-Male Idol - The Auditions 5,[6]
- TGirls Porn 2,[7]
- Trans X-Perience 4,[8]
- Transsexual Girlfriend Experience,[9]
- Trans-Visions 2[10]
- TS Playground 14[11].